# Hrvatski tjednik (Zagreb)
 Ovo je glavno značenje pojma Hrvatski tjednik (Zagreb). Za suvremeni tjednik iz Zadra pogledajte Hrvatski tjednik (Zadar).
Hrvatski tjednik – novine za kulturna i društvena pitanja, u nakladi Matice hrvatske, izlazio je u razdoblju od 16. travnja do 10. prosinca 1971. godine. Pokrenut je na vrhuncu postrankovićevskoga procesa, kao medij pomoću kojega je Matica hrvatska izravno komunicirala s hrvatskom javnošću i pomoću kojeg se pokušala popuniti praznina nastala posustajanjem Telegrama. Ubrzo je međutim HT postao središnjim mjestom za artikuliranje i promidžbu ideja Hrvatskoga proljeća. 

## Povijest
Prvi broj Hrvatskog tjednika izlazi u 20.000, a 32. broj u 132.000 primjeraka. Posljednji, 34. broj izlazi kao izvanredni broj 10. prosinca 1971. godine. 
Prvo uredništvo novina, sastavljeno mahom od novinarskih neprofesionalaca i novinarskih početnika, ali hrabrih i odlučnih intelektualaca: Stjepan Babić, Zvonimir Berković, Jozo Ivičević, Tomislav Ladan, Srećko Lipovčan, Zvonimir Lisinski, Zlatko Posavac, Petar Selem, Tvrtko Šercar, Ivo Škrabalo, Hrvoje Šošić, Franjo Tuđman, Igor Zidić, na čelu s glavnim urednikom Igorom Zidićem i odgovornim urednikom Jozom Ivičevićem, zacrtalo je koncepcijski jasan program kritičnih i hrvatski orijentiranih novina, koje su otvoreno i argumentirano prozivale socijalistički režim zbog gospodarsko-političkih, demografskih i kulturnih promašaja i zastranjenja. Stvara se institut »stalnih suradnika koji ulaze u impresum lista«: Stjepan Babić, Bruno Bušić, Ivan Cerovac, Dubravko Horvatić, Srećko Lipovčan, Zlatko Markus, Zlatko Posavac, Petar Selem, Tvrtko Šercar, Krunoslav Šuto, Igor Zidić. 

### Druga faza i zabrana
S 13. brojem uredništvo se reducira na šest urednika: Zvonimir Berković, Vlado Gotovac, Jozo Ivičević, Zvonimir Lisinski, Ivo Škrabalo, Hrvoje Šošić. Glavni urednik postaje Vlado Gotovac, a odgovorni urednik ostaje Jozo Ivičević. Gotovac, preuzimajući 13. broj, elegantno uklanja Igora Zidića, Franju Tuđmana, Petra Selema, Srećka Lipovčana, Stjepana Babića, a rješava se i suradnika Dubravka Horvatića i Brune Bušića.
Drugo uredništvo novina, organizacijski profesionalnije ustrojeno, postiglo je fantastičnu nakladu novina od 130.000 prodanih primjeraka, doprijevši svojim programom do svih slojeva hrvatskog društva i izazivajući burne reakcije među kulturnom i političkom elitom tadašnje Jugoslavije. Socijalistički je režim prepoznao u Hrvatskom tjedniku i Matici hrvatskoj opasne protivnike i oporbenjake, nazvavši ih leglom "kontrarevolucionarne politike" i "hrvatskog nacionalizma". Metodama državnog terora i prisile isti je režim nakon sastanka u Karađorđevu ugušio i de facto zabranio rad i Tjedniku i njegovu nakladniku, a njihove je istaknute djelatnike poslao na višegodišnju robiju: Jozo Ivičević, Šime Đodan, Vlado Gotovac, Franjo Tuđman, Vlatko Pavletić, Zvonimir Komarica, Marko Veselica, Hrvoje Šošić, Miljenko Foretić i drugi. 
Ukupno su tiskana 33 broja Tjednika, a za tiskanje je bio spreman i posljednji, izvanredni 34. broj, ali je njegovo tiskanje u Vjesnikovoj tiskari tadašnja vlast spriječila. Ipak, sačuvana je jedan list toga broja s tekstom Čuvanje nade Vlade Gotovca te Izjavom Izvršnog odbora Matice hrvatske.
U Hrvatskom tjedniku izražene su nove političke koncepcije o uređenju tadašnje Jugoslavije. Bilo je to doba Hrvatskog proljeća, koje je komunistička vlast slomila progonima i zabranama. 1972. godine Matica hrvatska je raspuštena, njezina je djelatnost zabranjena, a njeni su viđeniji djelatnici zatvoreni.

## Vanjske poveznice
- Hrvatski tjednik  Arhivirana inačica izvorne stranice od 8. siječnja 2018. (Wayback Machine), Vijenac, br. 204, 27. prosinca 2001.